# Dutch Basketball League 2014-15
Het Dutch Basketball League (DBL) seizoen 2014-15 was het 55e seizoen van de Nederlandse basketbaleredivisie. Hierin werd om het 68e Nederlands kampioenschap basketbal gestreden. Donar uit Groningen is titelverdediger.
Doordat het Wijchense Magixx wegviel, werd er dit seizoen met 9 ploegen gespeeld. Als gevolg hiervan spelen er slechts 6 teams in de play-offs.
SPM Shoeters Den Bosch werd voor de 16e keer landskampioen, door in de finale van de play-offs Donar met 4-1 te verslaan.

## Clubs
Er wordt dit seizoen met 9 clubs gespeeld, nadat Magixx haar begroting niet rond kreeg voor het seizoen. Lang was het niet bekend of BC Apollo zich ook zou terugtrekken, maar de Amsterdammers bleven uiteindelijk in de Eredivisie.
| Club                       | Plaats           | Stadion                   | Capac. | Coach               |
| -------------------------- | ---------------- | ------------------------- | ------ | ------------------- |
| SPM Shoeters Den Bosch     | 's-Hertogenbosch | Maaspoort Sports & Events | 2700   | Sam Jones           |
| BC Apollo                  | Amsterdam        | Apollohal                 | 1500   | Jaanus Liivak       |
| Port of Den Helder Kings1  | Den Helder       | KingsDome                 | 1500   | Jean-Marc Jaumin    |
| Donar                      | Groningen        | MartiniPlaza              | 4350   | Ivica Skelin        |
| Aris Leeuwarden            | Leeuwarden       | Sportcentrum Kalverdijkje | 1700   | Tom Simpson         |
| Zorg en Zekerheid Leiden   | Leiden           | Vijf Meihal               | 2000   | Eddy Casteels       |
| Challenge Sports Rotterdam | Rotterdam        | Topsportcentrum Rotterdam | 1000   | Armand Salomon      |
| Maxxcom BSW                | Weert            | Sporthal Boshoven         |        | Niels Vorenhout     |
| Landstede Basketbal        | Zwolle           | Landstede Sportcentrum    | 1200   | Herman van den Belt |

1 Na het faillissement van Den Helder Kings, werd de club in december uit de DBL gezet en werden alle resultaten geschrapt.

## Teams
| Transfers (binnen DBL)                      | Transfers (binnen DBL)               | Transfers (binnen DBL) |
| Speler                                      | Van                                  | Naar                   |
| ------------------------------------------- | ------------------------------------ | ---------------------- |
| Arvin Slagter – x                           | Groningen                            | Den Bosch              |
| Jeroen van der List – x                     | Den Helder                           | Leiden                 |
| DeJuan Wright                               | Leiden                               | Groningen              |
| Aron Royé – x                               | Amsterdam Den Helder (december 2014) | Den Helder Amsterdam   |
| Sergio de Randamie                          | Zwolle Den Helder (december 2014)    | Den Helder Amsterdam   |
| Rik Pijp                                    | Rotterdam                            | Leeuwarden             |
| Don Rigters                                 | Rotterdam                            | Den Helder             |
| Philip Bach                                 | Den Helder                           | Leeuwarden             |
| / Sean Cunningham – x                       | Leiden                               | Groningen              |
| Rogier Jansen – x                           | Den Helder                           | Leiden                 |
| Mark Ridderhof                              | Amsterdam                            | Groningen              |
| Lucas Steijn                                | Amsterdam                            | Rotterdam              |
| Thies Theeuwkens                            | Den Helder                           | Rotterdam              |
| 0x – Speler was een All-Star vorig seizoen. |                                      |                        |

| Buitenlanders (maximaal vier per team) | Buitenlanders (maximaal vier per team) | Buitenlanders (maximaal vier per team) | Buitenlanders (maximaal vier per team) | Buitenlanders (maximaal vier per team) |
| Club                                   | Spelers                                | Spelers                                | Spelers                                | Spelers                                |
| Club                                   | 1                                      | 2                                      | 3                                      | 4                                      |
| -------------------------------------- | -------------------------------------- | -------------------------------------- | -------------------------------------- | -------------------------------------- |
| Amsterdam                              | Reggie Keely                           | Sergio de Randamie (vanaf jan.)        | Vasily Fedosov                         | –                                      |
| Leeuwarden                             | Miles Jackson-Cartwright               | Marquise Simmons                       | Ryan Watkins                           | Torgrim Sommerfeldt                    |
| Groningen                              | DeJuan Wright                          | Lance Jeter                            | Mark Sanchez                           | Bill Clark                             |
| Den Bosch                              | Chris Denson                           | Brandyn Curry                          | Reggie Johnson                         | –                                      |
| Den Helder (tot dec.)                  | Sergio de Randamie                     | Branden Frazier                        | Cole Dickerson                         | Maurice Creek                          |
| Zwolle                                 | J.T. Tiller                            | Joe Burton                             | Grant Gibbs                            | Tyson Hinz                             |
| Weert                                  | –                                      | –                                      | –                                      | –                                      |
| Leiden                                 | Will Felder                            | Dylon Cormier                          | Joe Willman                            | –                                      |

## Regulier seizoen

### Stand
| Pos | Club                       | GS | W  | V  | PV   | PT   | + –  | Punten | Aanvullend                     |
| --- | -------------------------- | -- | -- | -- | ---- | ---- | ---- | ------ | ------------------------------ |
| 1   | SPM Shoeters Den Bosch     | 28 | 24 | 4  | 2374 | 1884 | +490 | 48     |                                |
| 2   | Zorg en Zekerheid Leiden   | 28 | 22 | 6  | 2418 | 2006 | +412 | 44     |                                |
| 3   | Donar                      | 28 | 21 | 7  | 2225 | 1903 | +322 | 42     |                                |
| 4   | Landstede Basketbal        | 28 | 20 | 8  | 2322 | 1999 | +323 | 40     |                                |
| 5   | Challenge Sports Rotterdam | 28 | 8  | 20 | 2204 | 2426 | –222 | 16     | Onderling resultaat: 2–2 (+10) |
| 6   | Aris Leeuwarden            | 28 | 8  | 20 | 2202 | 2464 | –262 | 16     | Onderling resultaat: 2–2 (+10) |
|     |                            |    |    |    |      |      |      |        |                                |
| 7   | BC Apollo Amsterdam        | 28 | 5  | 23 | 1880 | 2297 | –417 | 16     |                                |
| 8   | BSW                        | 28 | 4  | 24 | 1765 | 2322 | –557 | 8      |                                |

1. Onderling resultaat.

2. Puntenverschil bij gelijk resultaat.

3. Totale punten verschil in de competitie.

4. Totaal aantal punten gescoord.

### Uitslagen
| \| \| AMS \| DBO \| GRO \| LEE \| ROT \| LEI \| WEE \| ZWO \| \| Apollo Amsterdam \| \| 52–88 \| 56–85 \| 76–82 \| 66–90 \| 75–87 \| 61–64 \| 46–77 \| \| Apollo Amsterdam \| 70–92 \| 60–77 \| 82–62 \| 87–80 \| 73–76 \| 82–62 \| 58–72 \| \| \| SPM Shoeters Den Bosch \| 111–60 \| \| 76–59 \| 93–66 \| 81–59 \| 82–77 \| 95–57 \| 79–56 \| \| SPM Shoeters Den Bosch \| 87–57 \| 84–79 \| 108–80 \| 108–65 \| 91–78 \| 80–61 \| 70–92 \| \| \| Donar Groningen \| 79–55 \| 78–67 \| \| 86–54 \| 85–75 \| 70–72 \| 92–62 \| 74–78 \| \| Donar Groningen \| 74–55 \| 69–63 \| 80–56 \| 93–77 \| 70–65 \| 92–50 \| 68–78 \| \| \| Aris Leeuwarden \| 89–97 \| 72–94 \| 92–86 \| \| 91–92 \| 81–101 \| 73–61 \| 79–87 \| \| Aris Leeuwarden \| 97–91 \| 75–89 \| 79–97 \| 87–73 \| 76–89 \| 91–85 \| 77–83 \| \| \| Challenge Sports Rotterdam \| 96–70 \| 65–90 \| 52–70 \| 110–85 \| \| 73–86 \| 93–81 \| 88–92 \| \| Challenge Sports Rotterdam \| 72–68 \| 74–95 \| 78–104 \| 74–75 \| 72–109 \| 84–58 \| 58–89 \| \| \| Zorg en Zekerheid Leiden \| 95–66 \| 66–67 \| 72–81 \| 113–81 \| 97–89 \| \| 102–55 \| 76–54 \| \| Zorg en Zekerheid Leiden \| 97–61 \| 65–69 \| 76–72 \| 94–83 \| 107–76 \| 85–45 \| 93–80 \| \| \| BS Weert \| 75–64 \| 56–88 \| 53–71 \| 65–94 \| 81–83 \| 59–73 \| \| 56–84 \| \| BS Weert \| 69–80 \| 49–80 \| 64–67 \| 86–75 \| 83–82 \| 53–99 \| 62–83 \| \| \| Landstede Zwolle \| 77–74 \| 82–81 \| 73–84 \| 89–77 \| 94–89 \| 79–86 \| 85–59 \| \| \| Landstede Zwolle \| 68–66 \| 65–66 \| 81–83 \| 84–56 \| 94–85 \| 73–82 \| 84–54 \| \| | ■ Winst thuis ■ Winst thuis na verlenging ■ Winst uit |       |        |        |        |        |        |       |
| | AMS                                                   | DBO   | GRO    | LEE    | ROT    | LEI    | WEE    | ZWO   |
| Apollo Amsterdam |                                                       | 52–88 | 56–85  | 76–82  | 66–90  | 75–87  | 61–64  | 46–77 |
| Apollo Amsterdam | 70–92                                                 | 60–77 | 82–62  | 87–80  | 73–76  | 82–62  | 58–72  |       |
| SPM Shoeters Den Bosch | 111–60                                                |       | 76–59  | 93–66  | 81–59  | 82–77  | 95–57  | 79–56 |
| SPM Shoeters Den Bosch | 87–57                                                 | 84–79 | 108–80 | 108–65 | 91–78  | 80–61  | 70–92  |       |
| Donar Groningen | 79–55                                                 | 78–67 |        | 86–54  | 85–75  | 70–72  | 92–62  | 74–78 |
| Donar Groningen | 74–55                                                 | 69–63 | 80–56  | 93–77  | 70–65  | 92–50  | 68–78  |       |
| Aris Leeuwarden | 89–97                                                 | 72–94 | 92–86  |        | 91–92  | 81–101 | 73–61  | 79–87 |
| Aris Leeuwarden | 97–91                                                 | 75–89 | 79–97  | 87–73  | 76–89  | 91–85  | 77–83  |       |
| Challenge Sports Rotterdam | 96–70                                                 | 65–90 | 52–70  | 110–85 |        | 73–86  | 93–81  | 88–92 |
| Challenge Sports Rotterdam | 72–68                                                 | 74–95 | 78–104 | 74–75  | 72–109 | 84–58  | 58–89  |       |
| Zorg en Zekerheid Leiden | 95–66                                                 | 66–67 | 72–81  | 113–81 | 97–89  |        | 102–55 | 76–54 |
| Zorg en Zekerheid Leiden | 97–61                                                 | 65–69 | 76–72  | 94–83  | 107–76 | 85–45  | 93–80  |       |
| BS Weert | 75–64                                                 | 56–88 | 53–71  | 65–94  | 81–83  | 59–73  |        | 56–84 |
| BS Weert | 69–80                                                 | 49–80 | 64–67  | 86–75  | 83–82  | 53–99  | 62–83  |       |
| Landstede Zwolle | 77–74                                                 | 82–81 | 73–84  | 89–77  | 94–89  | 79–86  | 85–59  |       |
| Landstede Zwolle | 68–66                                                 | 65–66 | 81–83  | 84–56  | 94–85  | 73–82  | 84–54  |       |

## Play-offs
Het play-offs systeem werd voor dit seizoen compleet omgegooid: de nummers één en twee hoefden de kwartfinales niet langer te spelen en in de halve finale zou ook een best-of-seven serie gespeeld worden.
| Landskampioen 2015                                |
| ------------------------------------------------- |
| SPM Shoeters Den Bosch 's-Hertogenbosch 16e titel |

|  | Kwartfinale | Kwartfinale                | Kwartfinale |  |  | Halve finale | Halve finale             | Halve finale |  |  | Finale | Finale                 | Finale |
|  |             |                            |             |  |  |              |                          |              |  |  |        |                        |        |
|  |             |                            |             |  |  | 1            | SPM Shoeters Den Bosch   | 4            |  |  |        |                        |        |
|  | 4           | Landstede Basketbal        | 2           |  |  | 4            | Landstede Basketbal      | 3            |  |  |        |                        |        |
|  | 5           | Challenge Sports Rotterdam | 0           |  |  |              |                          |              |  |  | 1      | SPM Shoeters Den Bosch | 4      |
|  |             |                            |             |  |  |              |                          |              |  |  | 3      | Donar                  | 1      |
|  |             |                            |             |  |  | 2            | Zorg en Zekerheid Leiden | 2            |  |  |        |                        |        |
|  | 3           | Donar                      | 2           |  |  | 3            | Donar                    | 4            |  |  |        |                        |        |
|  | 6           | Aris Leeuwarden            | 0           |  |  |              |                          |              |  |  |        |                        |        |

## Seizoensprijzen
| Prijs                          | Speler           | Club                       |
| ------------------------------ | ---------------- | -------------------------- |
| Most Valuable Player           | Lance Jeter      | Donar                      |
| Play-offs MVP                  | Brandyn Curry    | SPM Shoeters Den Bosch     |
| Statistical Player of the Year | Joe Burton       | Landstede Basketbal        |
| Defensive Player of the Year   | Mohamed Kherrazi | Zorg en Zekerheid Leiden   |
| Coach of the Year              | Ivica Skelin     | Donar                      |
| MVP U23                        | Yannick Franke   | Challenge Sports Rotterdam |
| Most Improved Player           | Yannick Franke   | Challenge Sports Rotterdam |
| Sixth Man of the Year          | Dylon Cormier    | Zorg en Zekerheid Leiden   |
| Rookie of the Year             | Daan Rosenmuller | BSW                        |

| All-Star Team  | All-Star Team            |
| -------------- | ------------------------ |
| Lance Jeter    | Donar                    |
| Brandyn Curry  | SPM Shoeters Den Bosch   |
| Worthy de Jong | Zorg en Zekerheid Leiden |
| Mark Sanchez   | Donar                    |
| Joe Burton     | Landstede Basketbal      |

| All-Rookie Team   | All-Rookie Team            |
| ----------------- | -------------------------- |
| Nigel Van Oostrum | Aris Leeuwarden            |
| Mick Fleuren      | BSW                        |
| Daan Rosenmuller  | BSW                        |
| Nigel Onuoha      | Challenge Sports Rotterdam |
| Jan Driessen      | Zorg en Zekerheid Leiden   |

| All-Defense Team | All-Defense Team         |
| ---------------- | ------------------------ |
| J.T. Tiller      | Landstede Basketbal      |
| Worthy de Jong   | Zorg en Zekerheid Leiden |
| Mohamed Kherrazi | Zorg en Zekerheid Leiden |
| Stefan Wessels   | SPM Shoeters Den Bosch   |
| Joe Burton       | Landstede Basketbal      |

## Statistieken
| Om opgenomen te worden moest een speler minimaal 80% van de wedstrijden van zijn team gespeeld hebben. |

| Pos. | Naam             | Club            | PPW   |
| ---- | ---------------- | --------------- | ----- |
| 1.   | Yannick Franke   | Rotterdam       | 19.64 |
| 2.   | Marquise Simmons | Aris Leeuwarden | 16.30 |
| 3.   | Lance Jeter      | Donar           | 15.80 |
| 4.   | Worthy de Jong   | ZZ Leiden       | 15.59 |
| 5.   | DeJuan Wright    | Donar           | 15.52 |

| Pos. | Naam               | Club            | RPW   |
| ---- | ------------------ | --------------- | ----- |
| 1.   | Kenneth van Kempen | BSW             | 11.00 |
| 2.   | Ryan Watkins       | Aris Leeuwarden | 10.15 |
| 3.   | Marquise Simmons   | Aris Leeuwarden | 08.04 |
| 4.   | Robert Krabbendam  | Rotterdam       | 07.50 |
| 5.   | Thomas Koenis      | Donar           | 06.67 |

| Pos. | Naam           | Club         | APW  |
| ---- | -------------- | ------------ | ---- |
| 1.   | Lance Jeter    | Donar        | 4.96 |
| 2.   | Brandyn Curry  | SPM Shoeters | 4.92 |
| 3.   | Rogier Jansen  | ZZ Leiden    | 4.85 |
| 4.   | J.T. Tiller    | Landstede    | 4.85 |
| 5.   | Worthy de Jong | ZZ Leiden    | 4.78 |

| Statistiek  | Statistiek | Speler              | Club             |
| ----------- | ---------- | ------------------- | ---------------- |
| Punten      | 36         | Yannick Franke      | Rotterdam        |
| Rebounds    | 19         | Thomas Koenis       | Donar            |
| Assists     | 11         | 3 spelers           | 3 spelers        |
| Steals      | 10         | J.T. Tiller         | Landstede Zwolle |
| Blocks      | 5          | Jeroen van der List | ZZ Leiden        |
| Driepunters | 6          | 6 spelers           | 6 spelers        |

Bron: RealGM

## Gebeurtenissen
- Op 29 mei 2014 verlengt Zorg en Zekerheid haar sponsorcontract met Leiden met drie jaar, waardoor de club zeker in de DBL zal blijven spelen.[3]
- Op 13 mei werd bekendgemaakt dat Leiden het aflopende contract van coach Toon van Helfteren niet ging verlengen.[4] Op 30 mei werd de Belg Eddy Casteels benoemd als nieuwe hoofdcoach.[5]
- Op 6 juni komt het bericht naar buiten dat Matrixx Magixx in zwaar financieel weer verkeerd, en mogelijk volgend seizoen niet in de DBL speelt.[6]
- Op 22 juli werd het zeker: Magixx trekt zich terug uit de DBL.[7] De club kreeg de begroting voor het seizoen niet rond.
- Nadat BC Apollo lang bezig was geweest met de begroting voor het seizoen, werd op 8 augustus uiteindelijk bekend dat de Amsterdammers weer zouden meedoen.[8]
- Groningen, de voormalige GasTerra Flames, maken op 16 augustus bekend weer Donar te gaan heten.[9]
- Op 28 augustus werd gekozen voor een nieuw play-off systeem. Dit seizoen plaatsten 6 teams zich, in tegenstelling tot 8 vorig seizoen.[10]
- Den Helder Kings wordt officieel failliet verklaard. Het gat in de begroting is €200.000.[11]

Op 15 december werd Kings, toen nog op de derde plaats, uit de competitie gehaald en werden alle wedstrijden die de ploeg speelde geschrapt.
1960–1968 · 1968/69 · 1969–1977 · 1977/78 · 1978–2000 · 2000/01 · 2001/02 · 2002/03 · 2003/04 · 2004/05 · 2005/06 · 2006/07 · 2007/08 · 2008/09 · 2009/10 · 2010/11 · 2011/12 · 2012/13 · 2013/14 · 2014/15 · 2015/16 · 2016/17 · 2017/18 · 2018/19 · 2019/20 · 2020/21 · 2021/22